# Ophioderma pallida
Ophioderma pallida är en ormstjärneart som först beskrevs av Addison Emery Verrill 1899.  Ophioderma pallida ingår i släktet Ophioderma och familjen Ophiodermatidae. Inga underarter finns listade i Catalogue of Life.